# Microcos calophylla
Microcos calophylla är en malvaväxtart som först beskrevs av Wilhelm Sulpiz Kurz och Maxwell Tylden Masters, och fick sitt nu gällande namn av Karl Ewald Maximilian Burret. Microcos calophylla ingår i släktet Microcos och familjen malvaväxter. Inga underarter finns listade i Catalogue of Life.